# Далекоизточна дива свиня
Далекоизточните диви свине (Sus scrofa leucomystax) са подвид едри бозайници от семейство Свиневи (Suidae).
Те са относително дребен подвид на дивата свиня, разпространен в по-голямата част от Япония. Имат къса жълтеникаво-кафява козина с характерни дълги бели мустаци.